# Richard Gloeck
Richard Gloeck gründete am 1. Januar 1889 zusammen mit seinem Bruder Peter die Rauchwarenhandlung Richard Gloeck. Die Spezialität des Unternehmens war der Großhandel mit Edelfellen. Das im Auftrag von Richard Gloeck erbaute Geschäftshaus in Leipzig, genannt Gloecks Haus, Brühl 52/Nikolaistraße, erinnert noch heute an ihn und sein Unternehmen.

## Unternehmensgeschichte
Richard Gloeck (* 22. April 1864; † 1946) war ein Leipziger Rauchwaren-Kaufmann und Handelsrichter. In der Anfangszeit seines Unternehmens war er in der Pelzbranche und in Leipzig besonders als Spezialist für Chinchillafelle bekannt. Das Geschäftshaus stand mitten am Leipziger Brühl, der zeitweilig das wichtigste Handelszentrum für Pelzfelle weltweit war – noch vor den beiden anderen Großzentren London und New York.
Folgt man den Ausführungen des von den Nationalsozialisten ermordeten Rauchwarenkommissionärs und Geschichtsschreibers der Pelzbranche Philipp Manes, so sieht man schon am Äußeren des in den Jahren 1909 bis 1910 errichteten Geschäftshauses, welcher Art und von welch vornehmer Zurückhaltung der Bauherr war:

„Nicht die üblichen Reklame- und Firmenschilder, nicht die glatte, kalte, nüchterne Fassade des reinen Nutzhauses. Ein gewisses Persönlichkeitsgefühl lässt sich aus dem Bau erkennen, und wer je die Bekanntschaft des Bauherren gemacht hat, der kann sich sein Haus gar nicht anders denken, wie es heute dasteht.“

Auch von dem Warenlager war der sonst eher nüchterne Fachmann Manes beeindruckt und geriet ins Schwärmen:

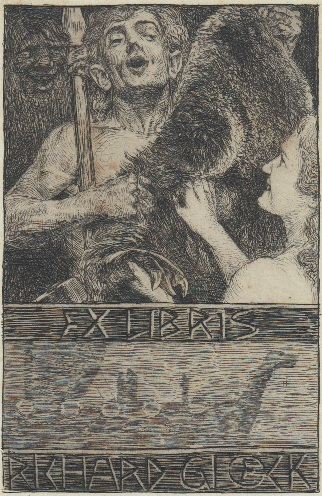
Exlibris für Richard Gloeck von Bruno Héroux: Wikingerpaar mit erbeutetem Bärenfell
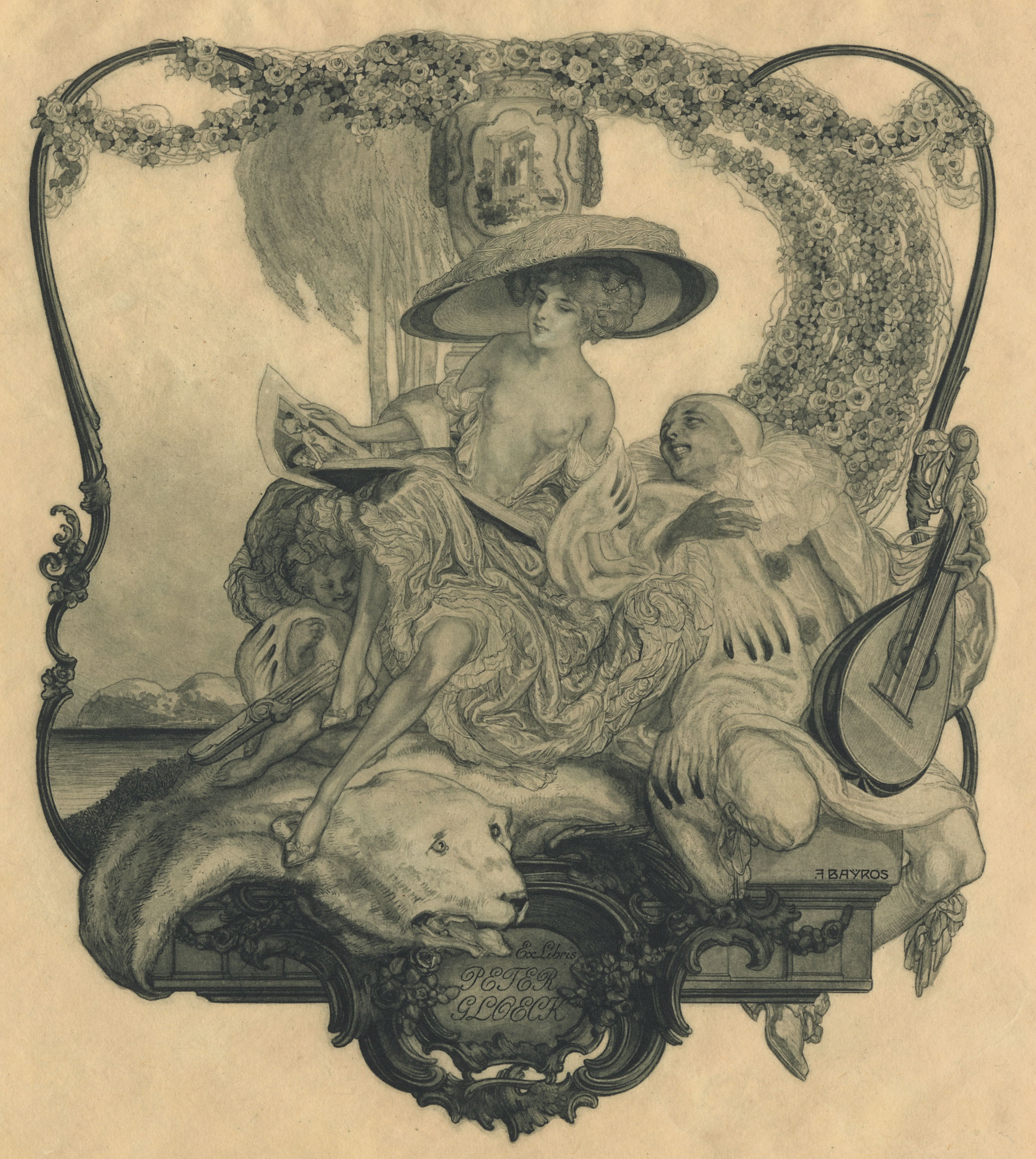
Exlibris für Peter Gloeck von Franz von Bayros: Dame und Pierrot, Hermelinpelz und Eisbärfell

Wenn von der Pelzhandlung Gloeck gesprochen wird, findet eigentlich fast immer nur der Namensgeber Richard Gloeck Erwähnung, sein Bruder Peter arbeitete offenbar mehr im Hintergrund. Einen schon legendären Ruf hatte Richard Gloeck als „Chinchilla-König“. Zur Zeit der Unternehmensgründung hatte bereits die hohe Wertschätzung des Fells dieses südamerikanischen Nagetiers mit dem feinsten Haar aller Pelztiere begonnen. Der europäische Handel erfolgte über London, weitere Importe kamen anfangs ausschließlich durch das französische Unternehmen Felix Fauvre & Cie. in Le Havre. Deren größter Teil wurde anschließend über Leipzig umgesetzt, die Gloecks verkauften die Felle fast monopolartig. Im Jahr 1899, nur zehn Jahre nach der Gründung, waren es 18.500 Felle, ihr höchster Jahresumsatz.
Bereits 1910 war das Angebot an Chinchillafellen jedoch stark geschrumpft, mit einem Aussterben der im Übermaß gejagten Tiere musste gerechnet werden. Richard Gloeck reiste deshalb nach Südamerika, „um Mittel und Wege zu finden, dem vollständigen Aussterben der Chinchillas zu steuern“. Um die nur noch winzigen Bestände zu retten, empfahl er schließlich ein absolutes Jagdverbot und ein strenges Ausfuhrverbot für Tiere und Felle, das auch erlassen wurde.
Gleichzeitig hatte er den Gedanken, das Fell für die Pelzbranche durch die Zucht der Chinchillas zu erhalten. Er erfuhr von einem Haushalt, in dem drei Chinchillas gehalten wurden. Die große Familie mochte die Tiere jedoch sehr, nur mit Mühe gelang es ihm, wenigstens ein Männchen zu erwerben. Über die Lebens- und Nahrungsgewohnheiten des eigentlich genügsamen, aber vor allem gegen falsche Ernährung recht empfindlichen Tieres, war damals noch kaum etwas bekannt. Mit etwas Glück und viel Aufwand gelang es ihm, das Tier auf den langen Eisenbahn- und Schiffsreisen, bei erst großer Tropenhitze und dann acht Grad minus in New York, bei 10 Grad minus in Leipzig, gesund nach Hause zu bringen. Das Chinchillamännchen lebte dort immerhin noch über 11 Jahre, bis es an Altersschwäche starb. Es war auch hier nicht ganz einfach zu halten, den Holzkäfig durchnagte es und in dem dichtmaschigen Drahtgehege verursachte es nachts großen Lärm. „Doch Gloeck meinte, er könne sich unmöglich von seinem Mitbringsel trennen, ginge doch dem Brühl sonst der Gesprächsstoff aus.“ Zwischenzeitlich gelang es ihm, aus Chile ein Weibchen dazu zu erwerben, das die weite Reise dank genauer Instruktionen ebenfalls gut überstand. Leider verstarb dieses nach einiger Zeit, was besonders schade war, da sich die beiden Tiere nach anfänglichen Schwierigkeiten angefreundet hatten und ein zoologischer Befund besagte, dass es wahrscheinlich ein oder mehrere Junge bekommen habe, sie jedoch aufgefressen hätte. Da Chinchillas Pflanzenfresser sind, erscheint diese These jedoch fragwürdig.
Walter Fellmann schrieb, dass Richard Gloeck sein Unternehmen 1930 überraschend liquidierte und anschließend als Taxator und Autor für die Fachpresse tätig war. Im Jahr 1938 wird das Unternehmen noch in einem Fachverzeichnis aufgeführt, ebenso im Leipziger Adressbuch von 1939. Im Jahr 1940, sechs Jahre vor Richard Gloecks Tod, residierten laut dem Leipziger Adressbuch stattdessen diverse andere Pelzhändler in Gloecks Haus.

## Schriften
Wenige kleinere Beiträge von Gloeck in Fachzeitschriften sind nachweisbar.